# さすらいの旅路 (1969年の映画)
『さすらいの旅路』（さすらいのたびじ、David Copperfield）は1969年のイギリス・アメリカ合衆国のテレビ映画。監督デルバート・マン、出演はロビン・フィリップスとラルフ・リチャードソンなど。1850年のチャールズ・ディケンズの小説『デイヴィッド・コパフィールド』を原作としている。脚色はジャック・プルマン。
本来はテレビ映画として制作されたが、本国イギリスでは1970年に劇場公開もされている。また、日本でも1971年に劇場公開されている。

## キャスト
| 役名                     | 俳優                       | 日本語吹替                                                  |
| 役名                     | 俳優                       | TBS版                                                       |
| ------------------------ | -------------------------- | ----------------------------------------------------------- |
| タンゲ―教頭              | リチャード・アッテンボロー | 真木恭介                                                    |
| バルキス                 | シリル・キューザック       | 久松保夫                                                    |
| ベッツィ伯母             | イ―ディス・エヴァンス      | 関弘子                                                      |
| ドラ                     | パメラ・フランクリン       | 弥永和子                                                    |
| アグネス                 | スーザン・ハンプシャー     | 小沢紗季子                                                  |
| ミコーバー夫人           | ウェンディ・ヒラー         | 瀬能礼子                                                    |
| クリークル校長           | ローレンス・オリヴィエ     | 久松保夫                                                    |
| デビッド・カパフィールド | ロビン・フィリップス       | 柴田侊彦                                                    |
| ペゴティ氏               | マイケル・レッドグレイヴ   | 木村幌                                                      |
| ミコーバー氏             | ラルフ・リチャードソン     | 中村正                                                      |
| ディック                 | エムリン・ウィリアムズ     | 木下秀雄                                                    |
| エミリー                 | シニード・キューザック     | 田浦環                                                      |
| マードストン             | ジェームズ・ドナルド       | 木下秀雄                                                    |
| ペゴティ乳母             | メグス・ジェンキンス       | 渡辺知子                                                    |
| ジェーン                 | アンナ・マッセイ           | 荘司美代子                                                  |
| ハム                     | アンドリュー・マッカロック | 糸博                                                        |
| トラドル                 | ニコラス・ペンネル         | 石森達幸                                                    |
| ステアフォース           | コリン・レッドグレイヴ     | 原田一夫                                                    |
| クララ                   | イソベル・ブラック         | 渡辺知子                                                    |
| 少年時代のステアフォース | クリストファー・モラン     | 安永憲自                                                    |
| 少年時代のトラドル       | ジェフ・チャンドラー       | 沢村正一                                                    |
| 少女時代のエミリー       | キム・クレイク             | 田浦環                                                      |
| メアリー・アン           | ヘレン・コッタリル         | 荘司美代子                                                  |
| 少年時代のデビッド       | アステア・マッケンジー     | 塩屋翼                                                      |
| 以下はノンクレジット     |                            |                                                             |
| シャープ                 | ロバート・ランケシャー     | 石森達幸                                                    |
| 不明 その他              | N/A                        | 伊島幸子 上田敏也 兼本新吾                                  |
| 日本語版スタッフ         |                            |                                                             |
| 演出                     | 演出                       | 田島荘三                                                    |
| 翻訳                     | 翻訳                       | トランス・グローバル                                        |
| 調整                     | 調整                       | 杉原日出弥                                                  |
| 制作                     | 制作                       | トランス・グローバル                                        |
| 解説                     | 解説                       | 荻昌弘                                                      |
| 初回放送                 | 初回放送                   | 1973年9月17日 『月曜ロードショー』 21:00-22:56 正味97分52秒 |